# Falcimala angulifascia
Falcimala angulifascia là một loài bướm đêm trong họ Noctuidae.